# Koningin Astridpark (Brugge)
Het Koningin Astridpark is een park in het centrum van Brugge.

## Minderbroeders
Het is een voorbeeld van een open ruimte die eeuwen stadsontwikkeling als kloostertuin overleefde. Het begon toen de minderbroeders, die zich rond 1221 in Brugge kwamen vestigen, in 1246 een plaats toegewezen kregen op de Braamberg. Een grote tuin strekte zich achter de kloostermuren uit.
Meer dan vijf eeuwen konden de minderbroeders, beter bekend als de recolletten, er rustig werken en mediteren. Nadat de Fransen het bewind in handen kregen en op 1 september 1796 bij wet alle religieuze gemeenschappen ontbonden, werd het klooster gesloopt en kwam de tuin in particuliere handen.

## Publiek park

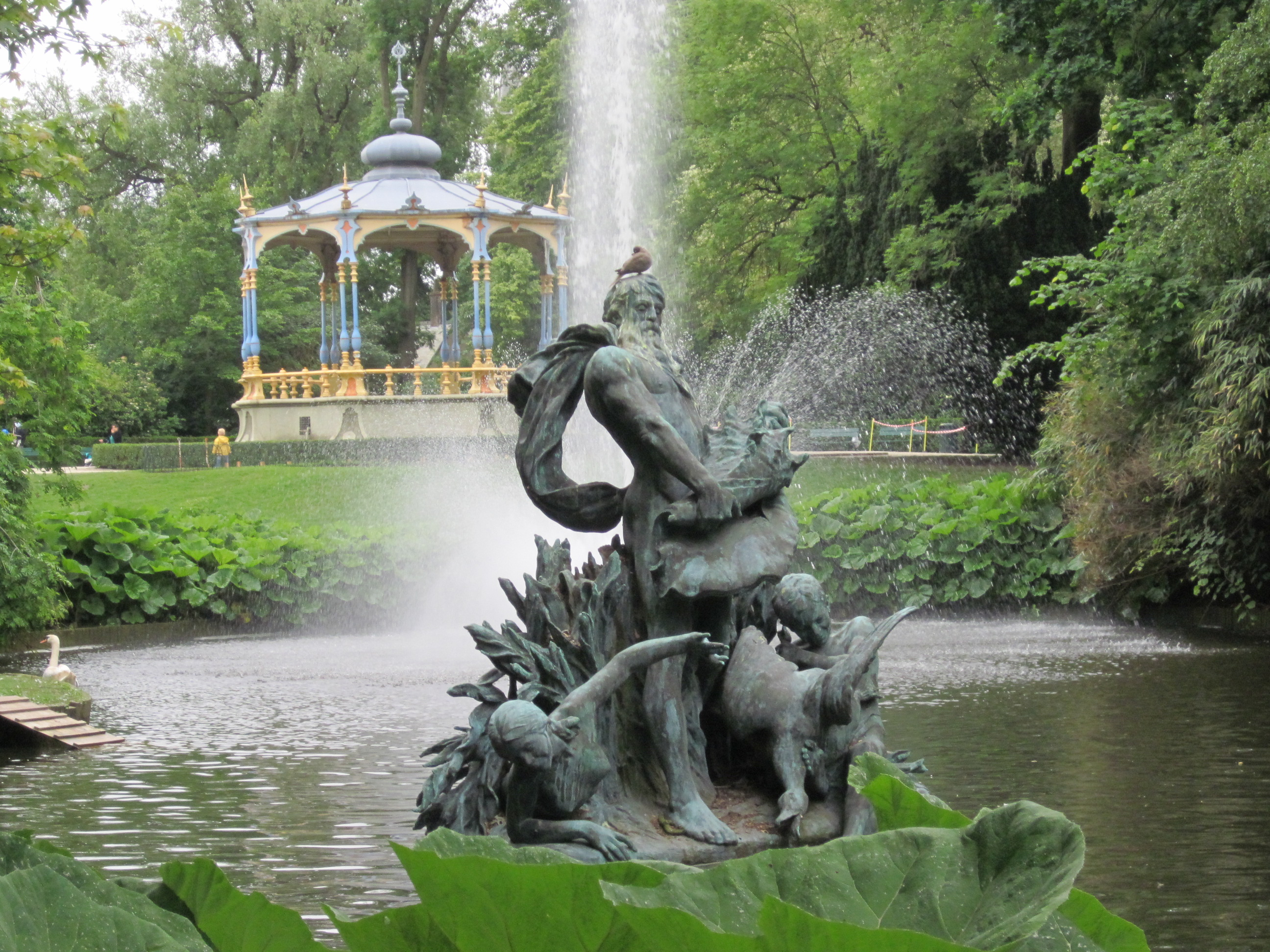
De kiosk en de sculptuur van een zeegod (door Godefroid Devreese) in het park

Na heel wat discussie over de nieuwe bestemming kocht de stad het 3 ha groot terrein op 28 oktober 1850 aan voor de som van 50.000 fr. Een deel van het terrein zou dienen voor de uitbreiding van de gevangenis en een deel voor de bouw van de Heilige Magdalenakerk. Directeur Rudd van de Dienst Openbare Werken van de stad kreeg de opdracht het overblijvende gedeelte uit te bouwen tot park of publieke wandeling.
Aan de Leuvense tuinarchitect Egidius Rosseels werd in 1851 gevraagd een parkontwerp voor de aangekochte gronden op te maken. Rosseels liet zich hierbij sterk leiden door de 18de-eeuwse Engelse landschapsstijl, die in de 19de eeuw op het vasteland het gesublimeerde voorbeeld was in de parkaanleg. Hij wist er de voornaamste kenmerken van de landschapstuin op een verfijnde manier toe te passen. Om binnen deze vrij kleine oppervlakte de landschapsillusie op te roepen, maakte hij gebruik van hoogteverschillen, grasperken met boomgroepen en een centrale vijver, als romantisch spiegelvlak.
De dichte randbeplanting langs de straatzijden moest de ligging in het stadscentrum doen vergeten. Door de grillige vormen van de paden en het vermijden van elke rechte lijn werd een voortdurend wisselende blik op de pittoreske tuin mogelijk. Blijkbaar was het stadsbestuur erg opgetogen met het ontwerp, want in 1853 werd Rosseels ook de aanleg van de Gentpoortvest toevertrouwd.

## De naam
Aanvankelijk werd het park genoemd naar de vroegere eigenaars namelijk de "Hof der Recolletten" (Jardin des Recollets) of "de franciscanertuin". Omstreeks 1855-1856 duiken de termen "Botanieken Hof" (Jardin Botanique) of gewoon "Den Publieken Hof" of ook nog (maar eerder zeldzaam) de "Warande" op. In 1906 was de officiële benaming "Jardin Botanique". Na de dood van Koningin Astrid in 1935 werd beslist, als blijvend aandenken, het park haar naam te geven. Het jaar daarop maakte de kunstenaar De Wispelaere een bronzen borstbeeld en werd de buste in het park geplaatst.
Voor het Astridpark ligt een plein dat gewoon Park heet.